# Derbi de Mostar

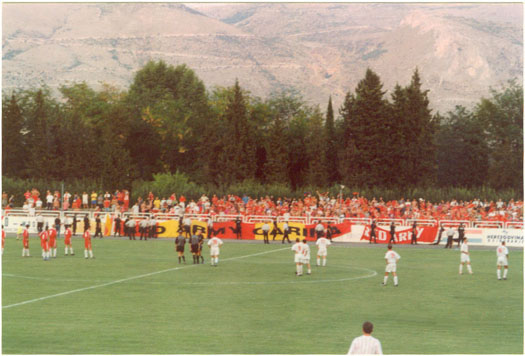
Derbi de Mostar.

El derbi de Mostar (en bosnio: Mostarski gradski derbi) es un partido de fútbol de gran rivalidad entre el HŠK Zrinjski Mostar y el FK Velež Mostar, los dos clubes más importantes de la ciudad de Mostar, Bosnia y Herzegovina. El primer derbi de Mostar de la historia fue disputado en 1922, pero los dos clubes no jugaron entre ellos hasta 2000 su primer partido oficial porque el país estuvo dividido en tres grupos étnicos tras la disolución de Yugoslavia, cada uno disputando sus propias ligas paralelas hasta ese momento, con el Velež en la Premijer Liga y el Zrinjski en la Primera Liga de Herzeg-Bosnia. Los grupos de aficionados del Zrinjski son los Ultras Zrinjski y los Red Army Mostar del Velež Mostar.

## Historia
Los dos clubes de Mostar son dos de los más antiguos del fútbol bosnio. El HŠK Zrinjski (croata: Hrvatski športski klub Zrinjski, Club Deportivo Croata Zrinjski) se fundó en 1905, mientras que el FK Velež fue fundado en 1922. Sin embargo, los clubes tenían historias muy diferentes. El Zrinjski era un club bastante exitoso en la primera mitad del siglo, pero fue prohibido por las autoridades comunistas yugoslavas para competir en el Prva HNL bajo el régimen ustacha durante la Segunda Guerra Mundial. En este punto, sus registros, junto con los de otros clubes croatas, fueron destruidos. Por otro lado, el FK Velež prosperó durante el período comunista yugoslavo, dos veces ganador de la Copa de Yugoslavia.
Tras la independencia de Bosnia y Herzegovina, el HŠK Zrinjski se restableció al mismo tiempo que la guerra estalló en el país. En el transcurso de la guerra y sus secuelas en Mostar se convirtió en una ciudad dividida con los croatas que sujetan el lado oeste y los bosnios al este, y los serbios restantes viven en el este también. El Zrinjski se hizo cargo del Stadion Bijeli Brijeg, anteriormente estadio del Velež, ya que se encuentra en el interior del territorio croata informal de la Federación de Bosnia y Herzegovina, lo que obligó al Velež a pasar al estadio Vrapčići.

## Resultados

### Derbi entre 1922–1938
xx.09.1922. Mostar: Velež – Zrinjski 2:1

08.09.1922. Mostar: Velež – Zrinjski 1:0

13.04.1923. Mostar: Zrinjski – Velež 2:0

29.04.1923. Mostar: Velež – Zrinjski 2:0

01.05.1923. Mostar: Velež – Zrinjski 2:2

15.07.1923. Mostar: Zrinjski – Velež 3:0

25.xx.1923. Mostar: Zrinjski – Velež 4:0

12.11.1923. Mostar: Zrinjski – Velež 3:0

31.08.1924. Mostar: Zrinjski – Velež 1:0

25.07.1928. Sarajevo: Zrinjski – Velež 4:0

26.07.1931. Mostar: Zrinjski – Velež 5:1

xx.12.1934. Mostar: Velež – Zrinjski 2:1

14.04.1935. Mostar: Zrinjski – Velež 3:1

06.03.1938. Mostar: Velež – Zrinjski 4:2

xx.xx.1938. Mostar: Zrinjski – Velež 1:0

### Independencia de Bosnia
- 1 de marzo de 2000: Velež-Zrinjski 2:2 (partido amistoso, Estadio Koševo)
- 13 de agosto de 2000: Zrinjski-Velež 2:0 (Bijeli Brijeg)
- 24 de febrero de 2001: Velež-Zrinjski 2:0 (Vrapčići)
- 25 de noviembre de 2001: Zrinjski-Velež 1:0 (Bijeli Brijeg)
- 25 de mayo de 2002: Velež-Zrinjski 2:0 (Vrapčići)
- 24 de noviembre de 2002: Zrinjski-Velež 1:0 (Bijeli Brijeg)
- 24 de mayo de 2003: Velež-Zrinjski 4:1 (Vrapčići)
- 28 de octubre de 2006: Velež-Zrinjski 2:1 (Vrapčići)
- 5 de mayo de 2007: Zrinjski-Velež 2:1 (Bijeli Brijeg)
- 11 de noviembre de 2007 Zrinjski-Velež 2:0 (Bijeli Brijeg)
- 17 de mayo de 2008: Velež - Zrinjski 1:0 (Vrapčići)
- 13 de septiembre de 2008:  Velež-Zrinjski 0:2 (Vrapčići)
- 8 de abril de 2009: Zrinjski-Velež 2:1 (Bijeli Brijeg)
- 20 de octubre de 2009: Zrinjski-Velež 2:1 (Bijeli Brijeg)
- 21 de abril de 2010: Velež-Zrinjski 0:0 (Vrapčići)
- 25 de agosto de 2010: Zrinjski-Velež 2:0 (Bijeli Brijeg)
- 26 de febrero de 2011: Velež-Zrinjski 1:0 (Vrapčići)
- 28 de septiembre de 2011 Cup: Zrinjski-Velež 0:3 (victoria técnica, 0-1 regular) (Bijeli Brijeg)
- 2 de octubre de 2011: Zrinjski-Velež 1:0 (Bijeli Brijeg)
- 19 de octubre de 2011 Cup: Velež-Zrinjski 2:0 (Vrapčići)

## Balance enPremijer Liga
| P. | 01 | 02 | 03 | 04 | 05 | 06 | 07 | 08 | 09 | 10 | 11 | 12 |
| -- | -- | -- | -- | -- | -- | -- | -- | -- | -- | -- | -- | -- |
| 1  |    |    |    |    | 1  |    |    |    | 1  |    |    |    |
| 2  |    |    |    |    |    |    | 2  |    |    |    |    |    |
| 3  |    |    |    |    |    | 3  |    |    |    |    |    |    |
| 4  |    |    |    |    |    |    |    | 4  |    | 4  |    |    |
| 5  | 5  | 5  |    |    |    |    |    |    |    |    |    |    |
| 6  |    |    |    |    |    |    |    |    |    |    |    | 6  |
| 7  |    |    |    |    |    |    |    |    |    | 7  | 7  |    |
| 8  |    | 8  |    |    |    |    | 8  | 8  |    |    |    |    |
| 9  |    |    |    |    |    |    |    |    |    |    |    |    |
| 10 |    |    |    |    |    |    |    |    |    |    |    |    |
| 11 |    |    | 11 | 11 |    |    |    |    |    |    |    | 11 |
| 12 |    |    |    |    |    |    |    |    | 12 |    |    |    |
| 13 | 13 |    |    |    |    |    |    |    |    |    | 13 |    |
| 14 |    |    |    |    |    |    |    |    |    |    |    |    |
| 15 |    |    |    |    |    |    |    |    |    |    |    |    |
| 16 |    |    |    |    |    |    |    |    |    |    |    |    |
| 17 |    |    | 17 |    |    |    |    |    |    |    |    |    |
| 18 |    |    |    |    |    |    |    |    |    |    |    |    |
| 19 |    |    |    |    |    |    |    |    |    |    |    |    |
| 20 |    |    |    |    |    |    |    |    |    |    |    |    |
| 21 |    |    |    |    |    |    |    |    |    |    |    |    |
| 22 |    |    |    |    |    |    |    |    |    |    |    |    |

• Total: Zrinjski 11 veces superior, Velež 1 vez superior.